# 덕치면
덕치면(德峙面)은 전북특별자치도 임실군에 위치한 행정 구역이다.

## 지리
덕치면은 우뚝 솟은 회문산(836m)과 약담봉, 원통산 굽이를 여울과 잔잔한 흐름이 번갈아 이어지며 휘감아 돌아나가는 섬진강가의 아름다운 고장이다.

## 행정 구역
- 가곡리
- 두지리
- 물우리
- 사곡리
- 일중리
- 장암리
- 천담리
- 회문리

## 교육
- 덕치초등학교 (일중리)
- 사곡초등학교 (폐교) - 덕치면 사곡1길 9-8 (사곡리)